# バリオバーン (ケムニッツ市電)
この項目では、2020年現在まで複数の企業が生産を実施している超低床電車のバリオバーンのうち、ドイツの路面電車であるケムニッツ市電で使用されている車両について解説する。同市電は初めてバリオバーンが導入された路線で、2020年現在は市内の路面電車用車両と郊外へ直通するトラムトレイン用車両、合わせて3つの車種が営業運転に使用されている。

## 概要

### ケムニッツ交通
東ドイツの民主化やドイツ再統一の動きの中で、東ドイツの都市であったケムニッツ（旧：カール＝マルクス＝シュタット）の路面電車であるケムニッツ市電の運営権は1990年に従来のカール＝マルクス＝シュタット地方輸送公社（VEB Nahverkehr Karl-Marx-Stadt、NVK）から市営企業であるケムニッツ交通（Chemnitzer Verkehrs-Aktiengesellschaft、CVAG）へと移管された。同社は東ドイツ時代に導入されたタトラT3D・B3Dの更新工事を進めた一方、老朽化が進みバリアフリーにも難があったこれらの車両の置き換え用として1990年代以降超低床電車の導入を実施した。これがバリオバーン（Variobahn）、もしくはバリオトラム（Variotram）と呼ばれる車両である。
バリオバーンはドイツのABBヘンシェルが開発した路面電車車両で、中間に台車がないフローティング車体を挟んだ連接構造を有する。2020年現在、ドイツのみならず世界各都市に導入されているが、その中でもケムニッツ市電に導入された車両は動力台車・付随台車共に車軸が存在しない独立車輪式台車が用いられており、車内全体の床上高さを350 mm（乗降扉付近は290 mm）に抑えた100 %低床構造を実現させている。そのため、動力台車に設置されている主電動機（水冷式誘導電動機）については、各車輪の外側に1基ずつ設置されるハブモーター方式が用いられている。
ケムニッツ市電はバリオバーンが最初に導入された路線であり、1993年に試作車の導入が行われた。ただし量産車の導入までには長い時間を要し、ABBヘンシェルが企業再編によりアドトランツとなって以降、1998年からとなった。それ以降、試作車も合わせて2000年までにケムニッツ交通には合計24両のバリオバーンが導入され、それによる置き換えに加えて利用客減少による余剰もあり、更新工事が行われなかったタトラT3D・B3Dは2002年に営業運転を終了した。
2020年現在、ケムニッツ交通が所有するバリオバーンは以下の2車種である。
- 6NGT-LDE - 片運転台車両。乗降扉は車体右側のみに存在。試作車（601）を含めて14両（601 - 614）が在籍する[1][2]。
- 6NGT-LDZ - 両運転台車両。乗降扉は車体両側に設置されている。10両（901 - 910）が在籍[1][3][13]。

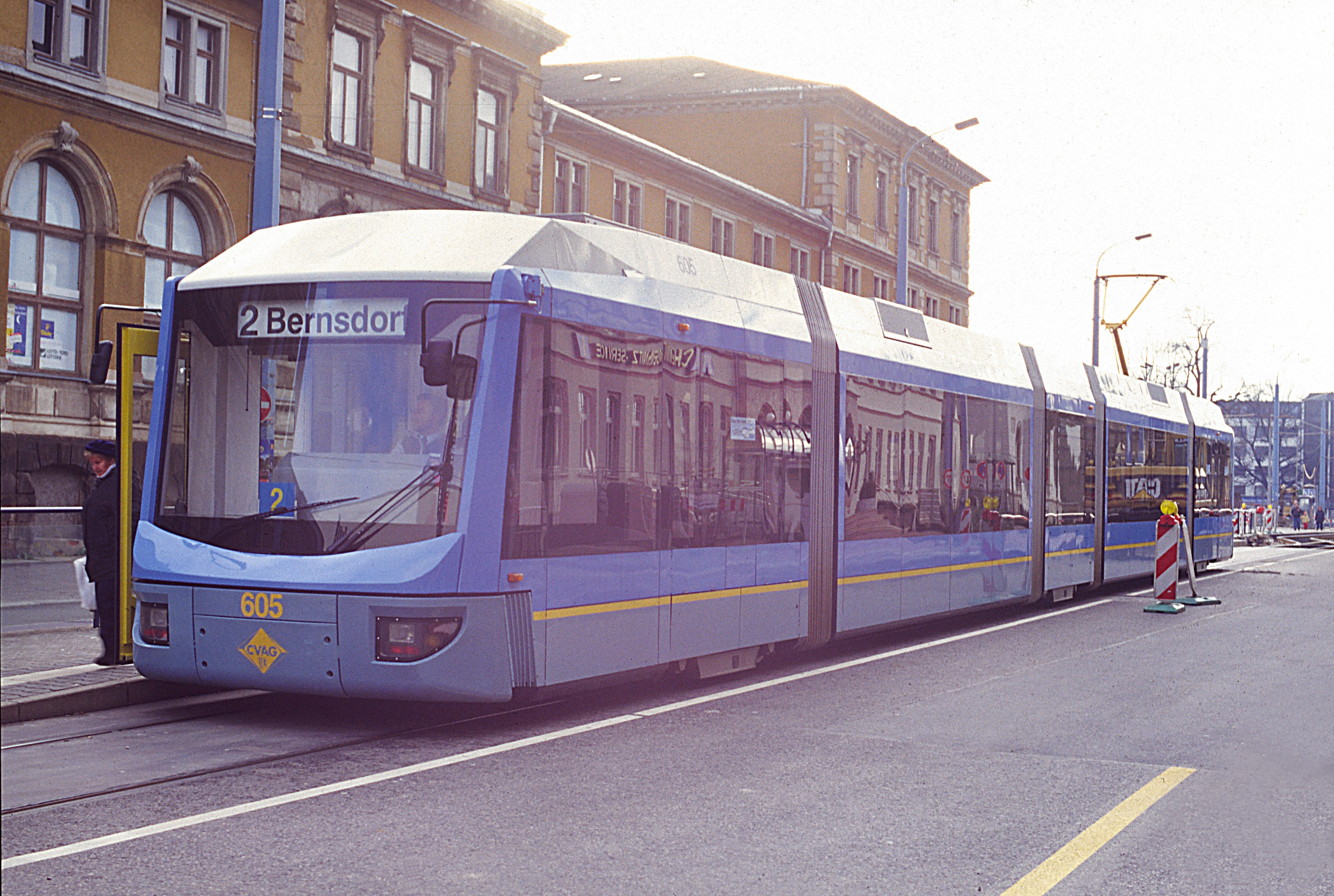
片運転台車両（605）（2003年撮影）
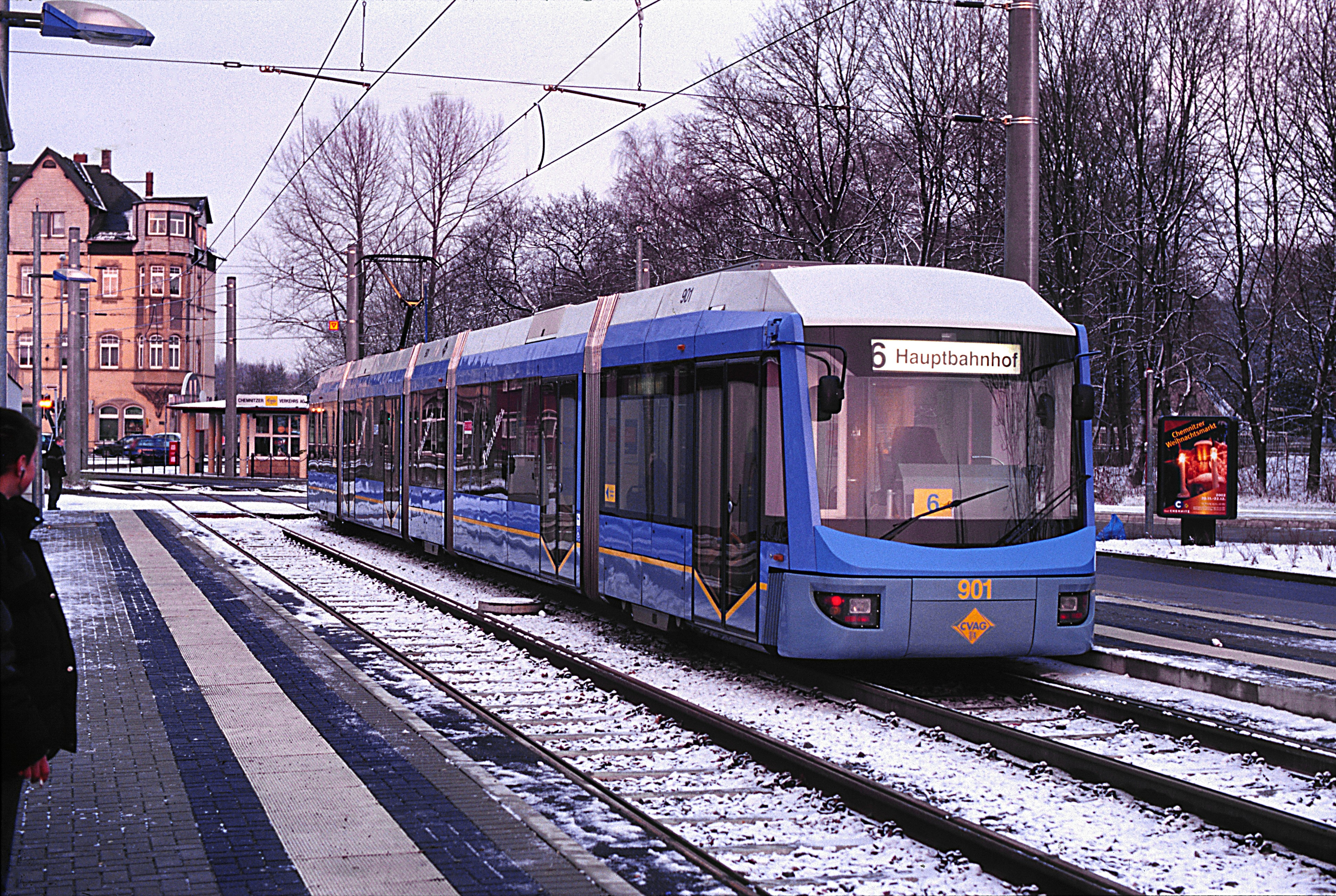
両運転台車両（901）（2002年撮影）
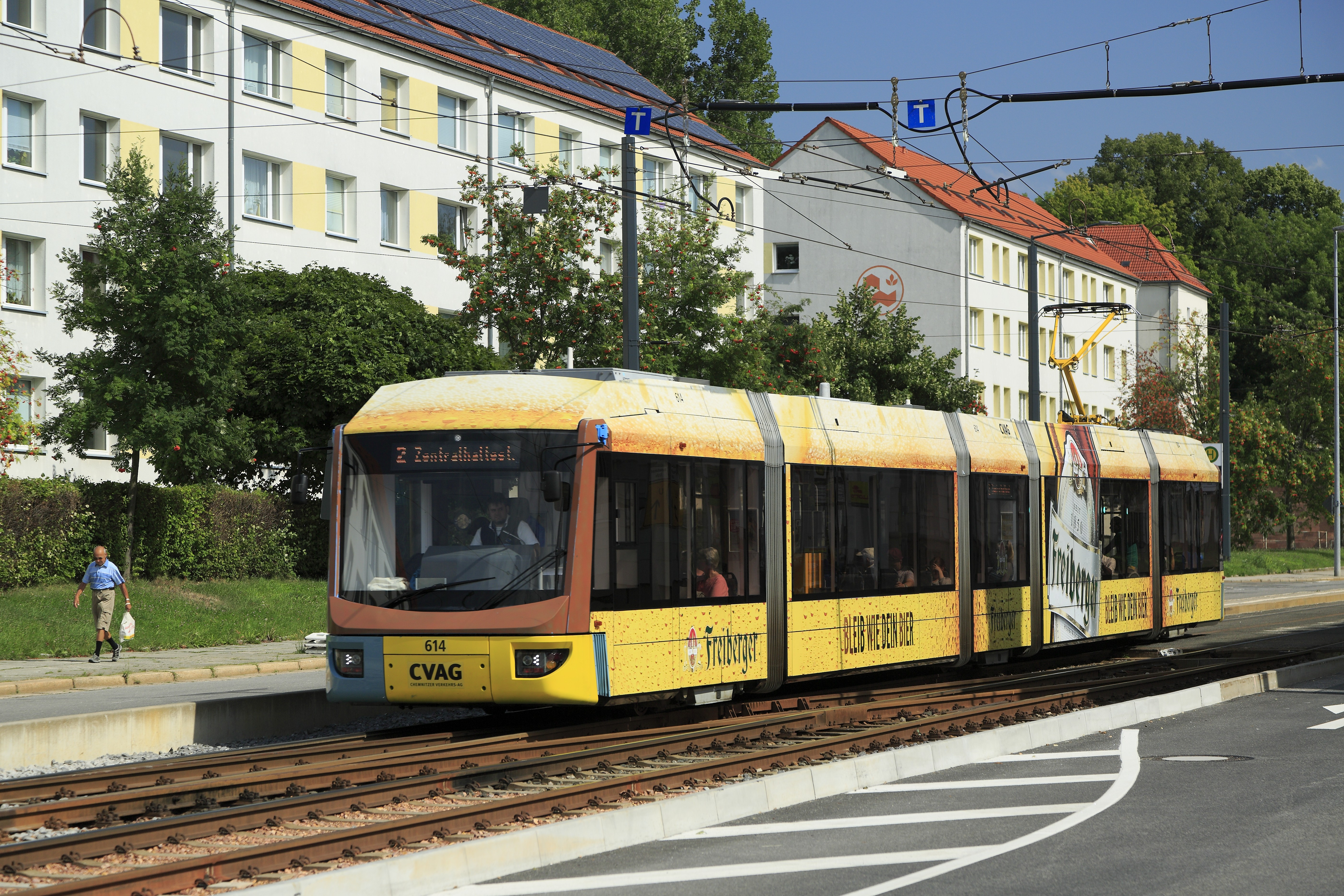
広告塗装（614）（2017年撮影）

### シティバーン・ケムニッツ

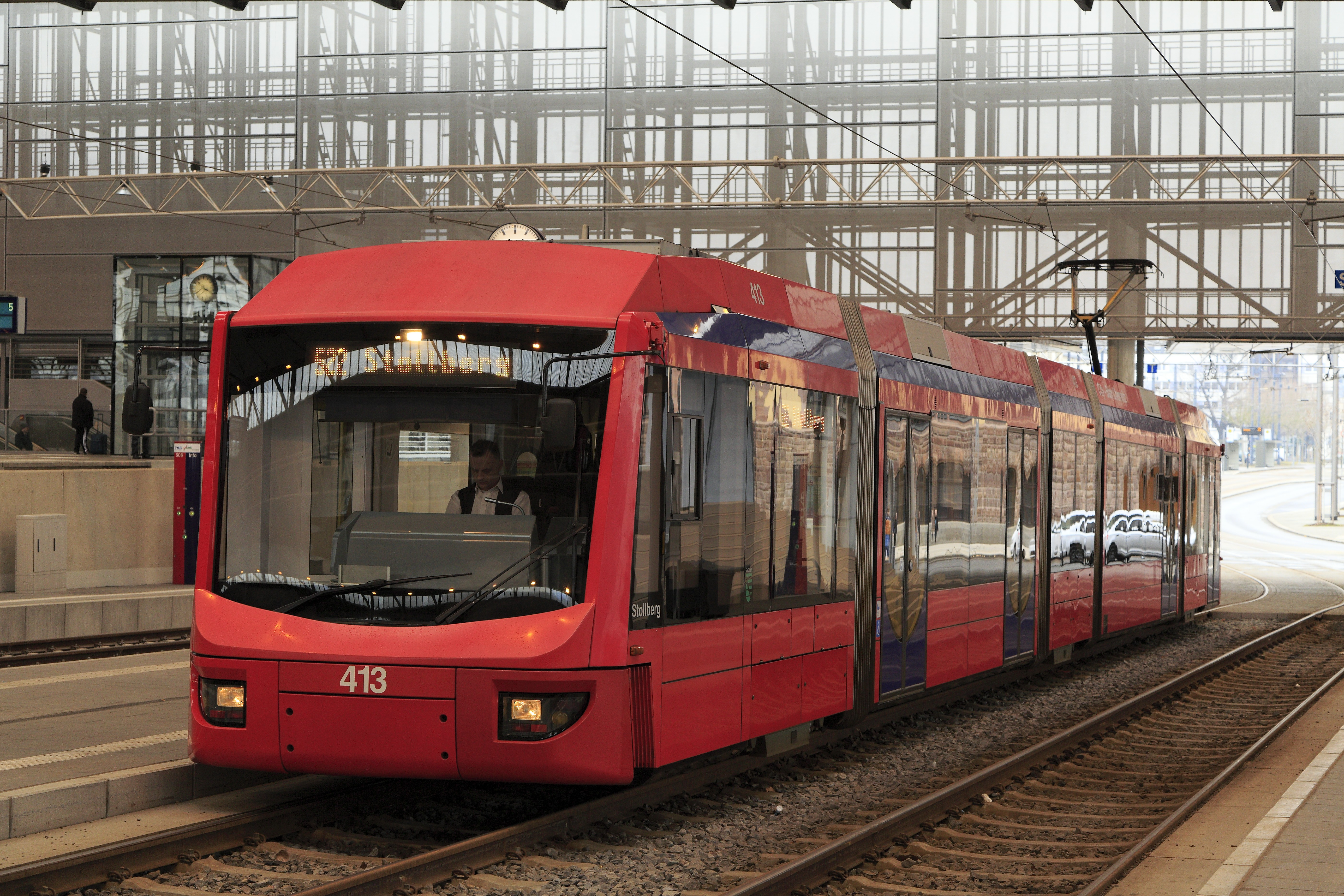
413（2015年撮影）

ケムニッツ市電や路線バスなどケムニッツ市内の公共交通はケムニッツ交通によって運営される一方、ケムニッツと郊外を結ぶ近郊鉄道路線や郊外へ向かう路線バスは市営企業のシティバーン・ケムニッツ（City-Bahn Chemnitz）によって運営されている。同社ではケムニッツ市電と郊外の鉄道路線を直通するトラムトレイン（ケムニッツ・モデル）の運行も実施しており、そのうち2002年に開通した最初の路線となるケムニッツ市内とシュトルベルクを結ぶC11号線ではアドトランツ製のバリオバーンが使用されている。
塗装を除いてケムニッツ交通が有する市内線向け車両と類似した外見を有するが、車体の強度や台車の構造、無線機器などは路面電車（BOStrab）と鉄道線（EBO）の双方の規格に適したものになっている他、電圧も路面電車（直流600 V）と鉄道線（直流750 V）双方に対応している。開通に合わせて6両（411 - 416）の両運転台車両（6NGT-LDZ）が2000年から2001年にかけて製造されている。

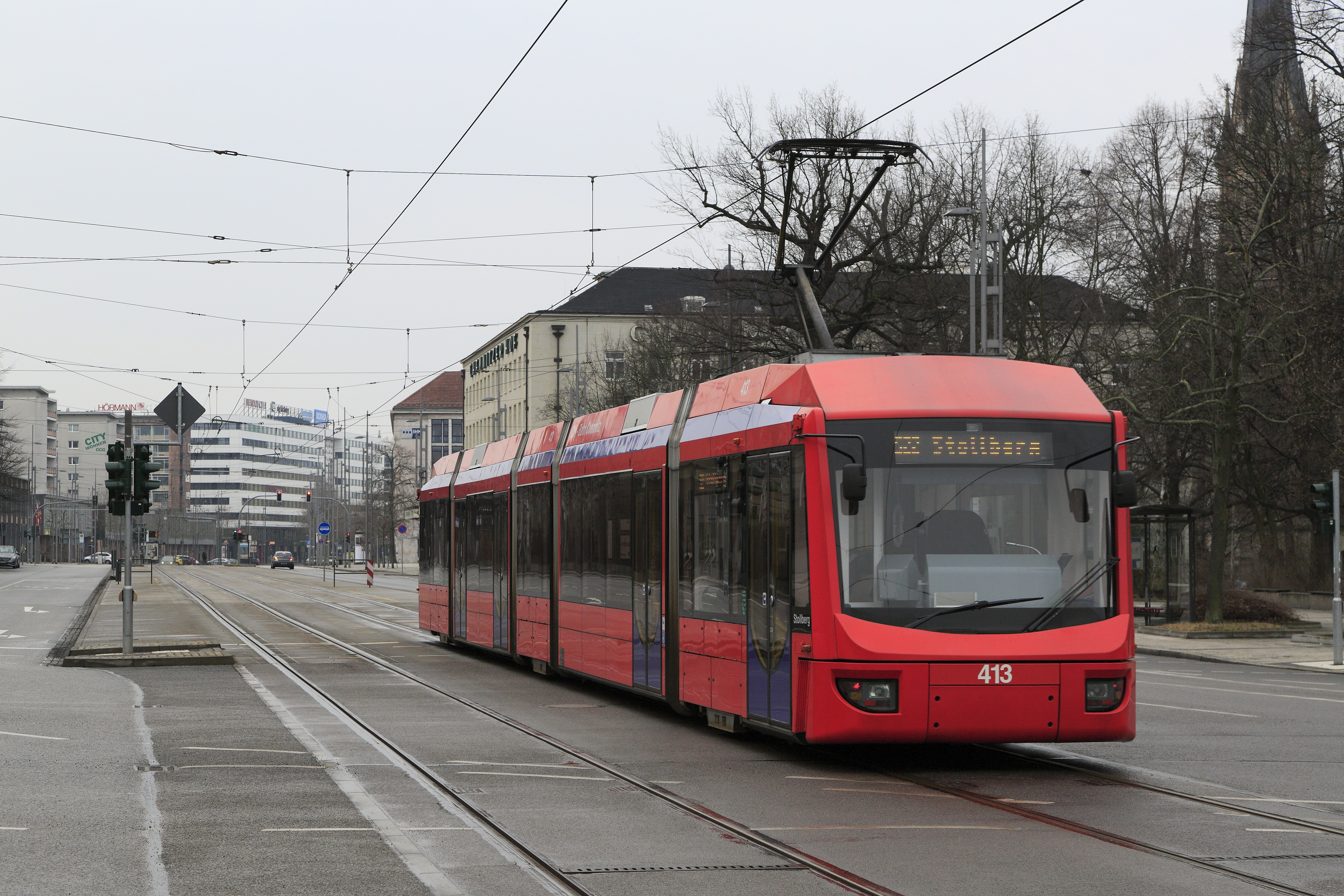
路面電車区間を走行するバリオバーン（2015年撮影）
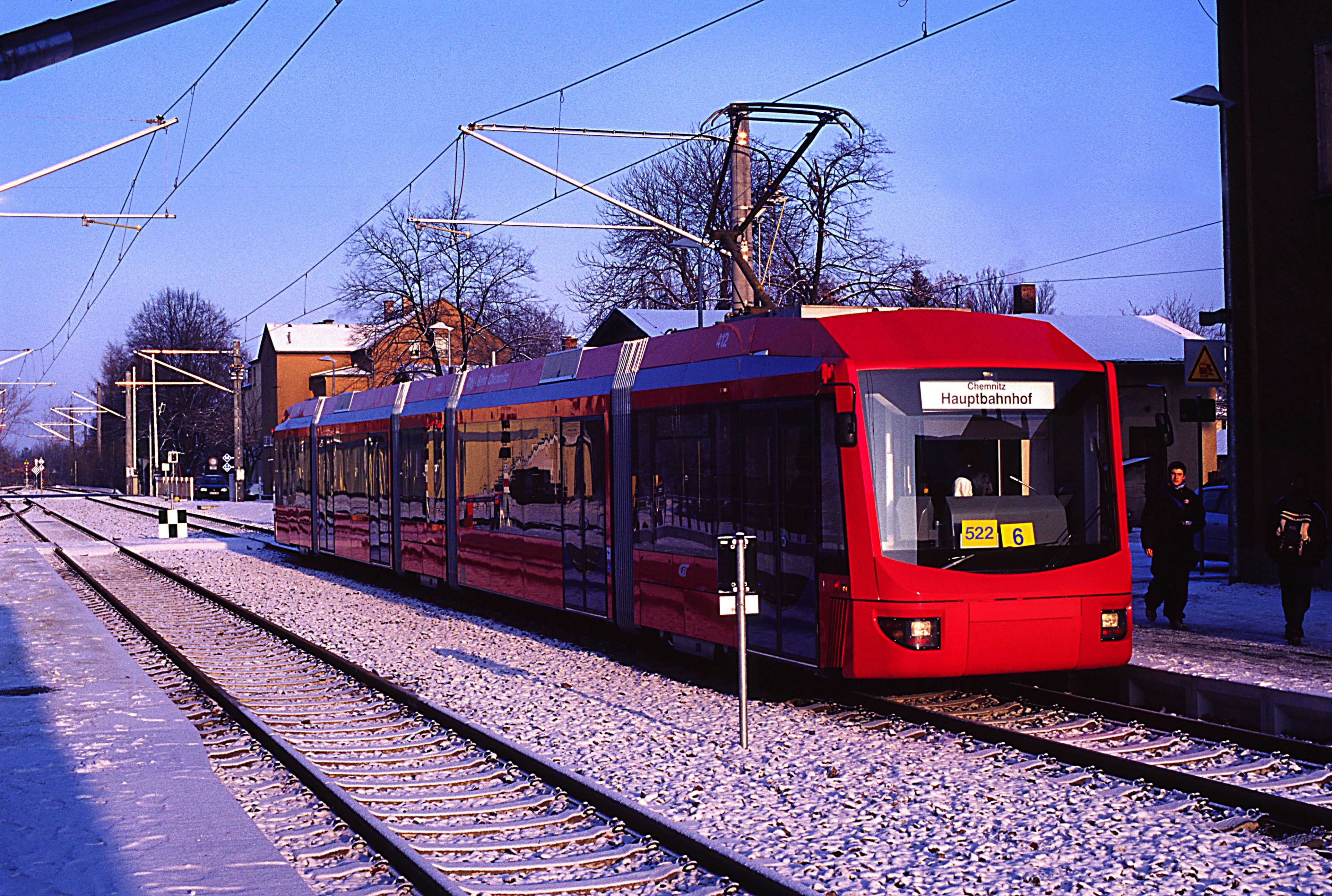
鉄道線のシュトルベルク駅（ドイツ語版）に停車するバリオバーン（2002年撮影）